# Dirk Schuster
Pour les articles homonymes, voir Schuster.
Dirk Schuster, né le 29 décembre 1967 à Karl-Marx-Stadt en Allemagne de l'Est, est un footballeur allemand devenu entraîneur.